# Phryganea japonica
Phryganea japonica is een schietmot uit de familie Phryganeidae. De soort komt voor in het Palearctisch gebied.